# Blue Marvel
Blue Marvel (Adam Bernard Brashear) —Maravilla Azul en España—,  es un superhéroe ficticio de cómics publicados por Marvel Comics. Su primera aparición fue en Adam: Legend of the Blue Marvel #1 y fue creado por el actor y escritor escritor Kevin Grevioux.

## Historia de publicación
Blue Marvel apareció por primera vez en 2008 en la miniserie de 5 tomos Adam: Legend of the Blue Marvel. Una versión diferente de Blue Marvel apareció después en What If? Secret Invasion #1.
En 2013, Blue Marvel apareció el crossover Infinity en el relanzamiento de Marvel NOW! de Mighty Avengers.

## Biografía ficticia del personaje
El Dr. Adam Brashear obtuvo increíbles poderes sobre antimateria después de haber estado expuesto a una explosión inesperada provocada por un reactor experimental de antimateria. Adoptando la identidad de Blue Marvel, Adam se convirtió en uno de los héroes más populares de su tiempo, pero cuando su identidad y raza fue revelada después de una ardua pelea, se le pidió que dejara de pelear y se retirara. Desilusionado, Adam se alejó de su vida heroica y se convirtió en un profesor titular y hombre de familia. Cuando el amigo de Adam y también némesis, Anti-Man regresó, Adam se vio obligado a volver a salir de su retiro. Desde su base secreta, Blue Marvel vigila la tierra como miembro de los Mighty Avengers.

## En otros medios

### Videojuegos
- Blue Marvel es un personaje jugable en el extinto juego Marvel: Avengers Alliance.
- Blue Marvel es un personaje jugable en el juego Marvel Future Fight.
- Blue Marvel es un personaje jugable en el juego Lego Marvel Vengadores y Lego Marvel Super Heroes 2.
- Blue Marvel es un personaje jugable en el juego Marvel Snap.